# Ret fi
El ret fi o encaje de Arenys es un encaje realizado con bolillos de color blanco característico de la zona de El Maresme.
Este tipo de encaje se caracteriza por los diseños geométricos, similares a otros estilos europeos como el de Lille, el de Malines o el tonder.

## Historia
El ret fi surge entre finales del siglo XVIII y principios del XIX, para encontrar un encaje que pueda substituir a la blonda, que debido a la fragilidad de la seda, no podía ser utilizada frecuentemente. El ret fi es siempre de lino o algodón, que permite una gran resistencia al lavado y almidonado y un efecto ligero y fino. Por este motivo se aplica sobre todo en la indumentaria eclesiástica: albas, roquetes, manteles de altar. También encontramos piezas de ret fi en mantillas, juegos de cama, lencería femenina y pañuelos. Su uso, principalmente eclesiástico y doméstico, se dio debido a que eran piezas que se debían planchar y limpiar a menudo.
Es difícil precisar el origen de esta técnica, que se sitúa en la denominada antiguamente costa de Levante, al norte de Barcelona, desde Malgrat de Mar hasta Tosa de Mar según algunos documentos. El nombre de Arenys procede probablemente de la comercialización que hicieron mayoritariamente los fabricantes de encaje artesano de Arenys de Mar.

## Puntos básicos y características
Los puntos básicos de esta técnica son el fondo de tul, la filigrana llena y vacía, el punto de espíritu, los ojetes y el punto entero. Otra de las características es que los dibujos están reseguidos por un hilo más grueso: el torzal. 
Una de las peculiaridades del ret fi son los diseños, que suelen ser rectos, esquemáticos, a diferencia de la blonda, donde predomina el diseño floral muy rico. También hay piezas de ret fi con motivos florales, pero no son las más habituales. Respecto a los dibujos resultan curiosas las denominaciones de muchos de estos diseños relacionados con el mar, la tradición popular y la liturgia. 
El Museo Marès del Encaje de Arenys de Mar reúne una importante colección de piezas de esta técnica.

## Una pieza emblemática: El pañuelo de la reina
En 1906, la Casa Castells de Arenys de Mar recibió el encargo por parte del Instituto Agrícola de Sant Isidre de realizar un pañuelo para la boda del rey Alfonso XIII con la princesa Victoria Eugenia de Battenberg. El diseño del pañuelo fue realizado por Alexandre de Riquer y el pañuelo fue adaptado por Marià Castells i Simón. Las hermanas Ferrer, de San Vicente de Montalt, dos de las encajeras más expertas fueron las encargadas de realizar el pañuelo de ret fi. El pañuelo lo llevó la reina el día de su boda, pero el atentado terrorista que sufrió la pareja provocó la muerte de diversas personas y el pañuelo quedó destruido. En el Museo Marès del Encaje de Arenys de Mar se conservan los dibujos, patrones y las fotografías de la realización de esta pieza.